# Barend ter Haar (predikant)

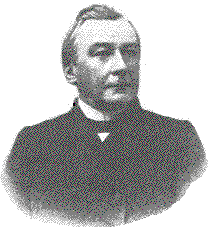
Ds. Barend ter Haar Bz.

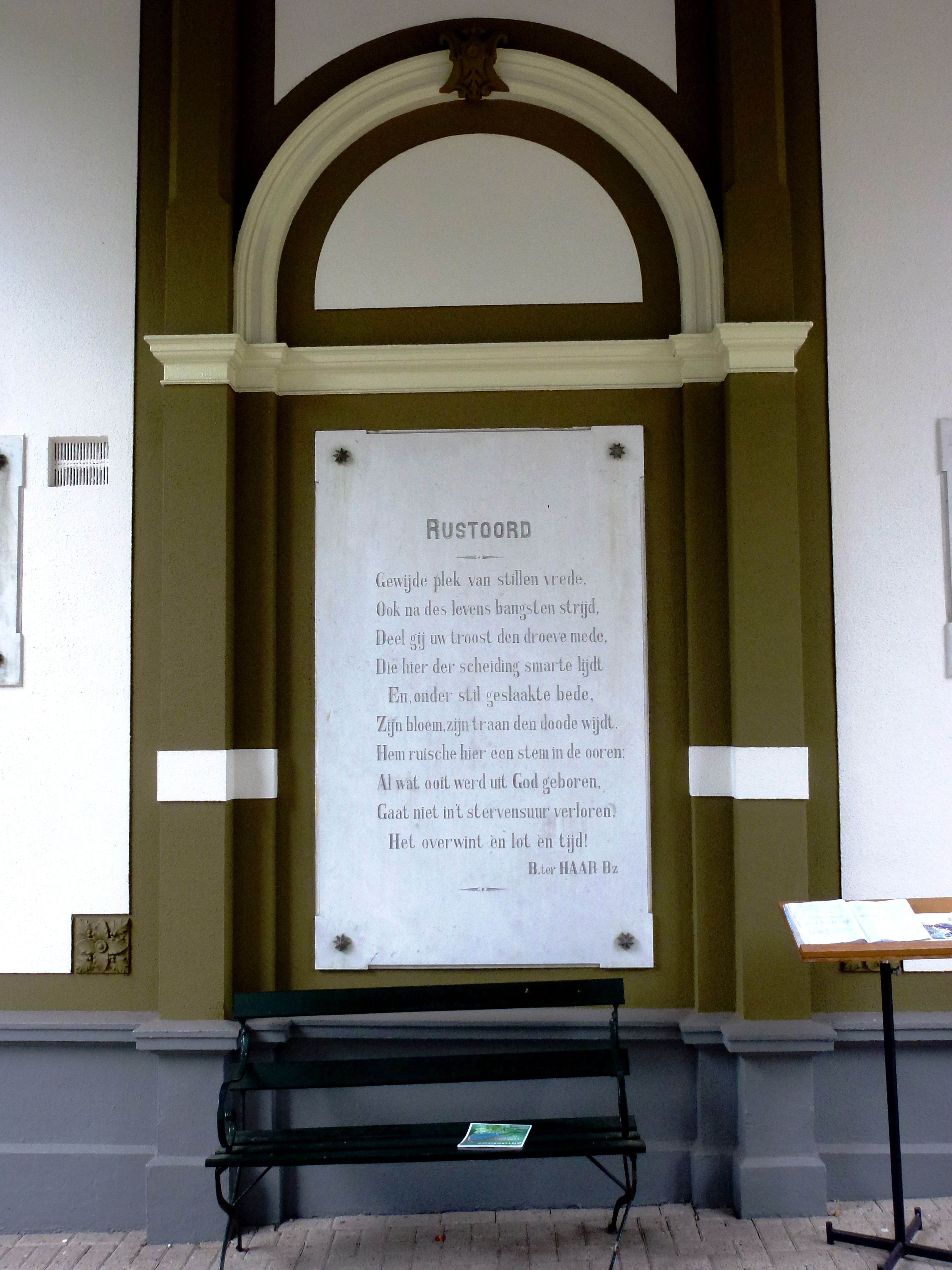
Gedicht van Barend ter Haar bij de ingang van begraafplaats Rustoord

Barend ter Haar (Eemnes, 28 september 1831 – Nijmegen, 27 april 1902) was een Nederlandse predikant, dichter en letterkundige.
Ter Haar bezocht in Amsterdam het gymnasium en de latijnse school en studeerde daarna in Amsterdam en Leiden onder J.H. Scholten en Abraham Kuenen. Op 7 januari 1855 werd Ter Haar bevestigd als predikant te Arkel door zijn vader Bernard ter Haar. Hierna werd hij predikant te Delden en Nijmegen. In 1854 trouwde hij met Catharina Christina van Raalte (1831-1874), ze kregen zes kinderen. Ter Haar was naast predikant ook actief als dichter en letterkundige, zo was hij voorzitter van het laatste Nederlands Taal- en Letterkundig Congres. Ook was hij voorzitter van de vereniging Door Eendracht Sterk. Ds. Ter Haar heeft zich op veel terreinen verdienstelijk gemaakt voor de stad Nijmegen. In de Dichtersbuurt (Willemskwartier) is een straat naar hem genoemd. Ter Haar werd begraven op begraafplaats Rustoord in Nijmegen maar zijn graf is geruimd.

## Werken
- Roode Teun (1860), een verhaal
- Neerlands zonden tegen zijn taal (1864)
- Zonnestraaltjes in de ziekenkamer (1864)
- Photogrammen (1870)
- Gods daden aan eens menschen ziel, Gedachtenisrede
- Niet sterven
- Eene Kleefsche furie
- Mooi Grietje
- Licht uit duisternis
- Antonie van Bockhorst (1862), Nijmeegsche novelle
- bewerking van Streckfuss’ Weltgeschichte (1867-1874)
- Grafbloemen (1868), gedichtenbundel
- Een woord over Brouwers' brochure: ‘Nederland en de gevierden te Heiligerlee (1868)
- De geschiedenis der wereld van 't begin der Franse omwenteling af tot op onze dagen (1880)
- Berg-en-Dal Gids voor de bezoekers van Nijmegen's omstreken (ca. 1890)